# Tegulae mancipum sulfuris

Tavoletta rinvenuta nel territorio di Milena in area nissena

Tegulae mancipum sulfuris (o tegulae mancipium sulphuris), in italiano "tegole degli appaltatori di zolfo", sono delle tavolette di argilla con incisi alcuni caratteri latini in scrittura destrorsa e speculare. Oltre alla scrittura, si registra la presenza di uno o più simboli non alfabetici (signum).

## Uso e funzioni
Le tavole servivano come cliché, inseriti sul fondo di stampi o casseforme (probabilmente in materia lignea) nei quali veniva colato lo zolfo fuso. In questo modo, la matrice imprimeva, sui pani di zolfo, il nome del produttore del materiale in ordinaria scrittura sinistrorsa. I dati e i signa impressi avevano una funzione fiscale analoga a quella dei bolli impressi sui manufatti laterizi nelle figlinae. Permettevano la tracciabilità del prodotto e permettevano l'imposizione e l'esazione del portorium.
La funzione delle tegulae fu intuita dallo studioso a cui si devono i primi ritrovamenti, l'archeologo Antonino Salinas che diede comunicazione a Theodor Mommsen del ritrovamento e della sua ipotesi.

## Nomenclatura
Fu Theodor Mommsen a definire e denominare la categoria epigrafica all'interno del Corpus Inscriptionum Latinarum, al momento della pubblicazione della seconda parte del X volume, nel quale inserì quattordici esemplari da Agrigento, la maggior parte dei quali pervenuti in modo anche molto frammentario.
Il nome coniato da Mommsen proveniva dall'iscrizione latina, corrotta e frammentaria, che era leggibile su una di esse, la prima inserita nella serie del Corpus Inscriptionum Latinarum: Mancipu[m] / sulforis / [pro]v(inciae) Sicil[iae].

## Rinvenimenti archeologici
Gli esemplari conosciuti risalgono, all'incirca, al II – III secolo d.C., e provengono dai territori di Agrigento (Comitini) e di Caltanissetta (Milena).
Pare che gli antichi romani sfruttassero lo zolfo presente nei territori di Comitini a partire dal 180 d.C.: infatti, è stata rinvenuta una tavola Tabula Sulfurea con inciso, in rilievo, il marchio “Officina Commodiana” presso contrada Puzzu Rosi.